# 慶良間諸島
慶良間諸島（けらましょとう、沖縄語: キラマ）は、沖縄本島南部の那覇市から西に約40 kmの東シナ海に点在する、大小20余りの島からなる島嶼群である。沖縄県に属し、沖縄諸島に含まれる。
沖縄本島には「キラマー ミーユシガ マチゲー ミーラン」（慶良間は見えるがまつ毛は見えない。遠くは見えても自分の近くは見えない、灯台下暗しの意。）という諺がある。

## 地理
行政上は渡嘉敷島を中心とする渡嘉敷村と座間味島を中心とする座間味村の2村に分かれている。貴重な生物も多く棲息する自然に溢れた離島であり、沖縄本島のように都市化されていない。北回帰線よりも高緯度にあるため、完全な熱帯ではなく、亜熱帯地域である。ケッペンの気候区分では本土と同じ温暖湿潤気候（Cfa）に分類される。
各村に含まれる島は下記のとおりである。この中で有人島は渡嘉敷島、座間味島、阿嘉島、慶留間島、前島の5島のみである（2011年3月31日現在）。面積0.01 km²以上の島の数は36島。また、阿嘉島・慶留間島・外地島（無人島であるが慶良間空港が設置されている）は橋によってつながっている。
なお、歴史的には「計羅摩島」と呼ばれた事がある（鹿児島藩による明治3年頃の人口統計より）。
| 画像 | 島名                                      | 面積[km2]                 |
| ---- | ----------------------------------------- | ------------------------- |
|      | 渡嘉敷島（とかしきじま）                  | 15.31                     |
|      | 前島（まえしま）                          | 1.60                      |
|      | 慶伊瀬島 - ナガンヌ島 - 神山島 - クエフ島 | 0.60 - 0.29 - 0.29 - 0.02 |
|      | 儀志布島                                  | 0.49                      |
|      | 黒島（くろしま）                          | 0.27                      |
|      | ウン島（うんじま）                        | 0.26                      |
|      | 中島（なかじま）                          | 0.18                      |
|      | ハテ島（はてじま）                        | 0.14                      |
|      | 城島                                      | 0.11                      |
|      | 離島                                      | 0.10                      |
|      | シマ（前島北）                            | 0.05                      |
|      | 地自津留島                                | 0.01                      |
|      | 外自津留島                                | <0.01                     |

| 画像 | 島名                           | 面積[km2] |
| ---- | ------------------------------ | --------- |
|      | 座間味島（ざまみじま）         | 6.66      |
|      | 阿嘉島（あかじま）             | 3.82      |
|      | 久場島（くばしま）             | 1.55      |
|      | 屋嘉比島（やかびじま）         | 1.26      |
|      | 慶留間島（げるまじま）         | 1.15      |
|      | 外地島（ふかじじま）           | 0.83      |
|      | 安室島（あむろじま）           | 0.73      |
|      | 嘉比島（がひじま）             | 0.13      |
|      | 安慶名敷島（あげなしくじま）   | 0.10      |
|      | 砂白島                         | 0.05      |
|      | 奥武島（おうじま）             | 0.05      |
|      | アチラーネ岩                   | 0.05      |
|      | モカラク島（もからくじま）     | 0.04      |
|      | 積城島                         | 0.02      |
|      | 伊釈迦釈島（いじゃかじゃじま） | 0.02      |
|      | 佐久原の鼻                     | 0.01      |
|      | ふかかね瀬                     | 0.01      |
|      | シマ（砂白島北）               | 0.01      |
|      | シマ（モカラク島北）           | 0.01      |
|      | くば岩                         | 0.01      |
|      | ゆぶ岩                         | 0.01      |
|      | なか岩                         | 0.01      |

## 自然環境
2005年（平成17年）11月、渡嘉敷島西部の海域120 haと、座間味島と阿嘉島の間の無人島を含む海域233 haが、慶良間諸島海域という名称でラムサール条約登録地となった。また、2014年（平成26年）3月5日には諸島および周辺海域が慶良間諸島国立公園に指定された。世界でも有数の透明度という海の青さは「ケラマブルー」とも称され、サンゴが密生するサンゴ礁、ザトウクジラの繁殖海域、白い砂浜、海食崖と風衝地特有の植生等で知られる。
スクーバダイビングやホエールウォッチングのポイントとして人気が高い。また、ケラマジカは慶良間諸島に固有のシカであり、ここにしか生息しない。このうち屋嘉比島、慶留間島に棲むものは天然記念物に指定されている。周辺の海域、特に発達している裾礁には様々な形態の造礁サンゴが生息しているほか、スズメダイ科（クマノミ亜科を含む）、チョウチョウウオ科、ベラ科の約360種の魚類および絶滅危惧種のタイマイ、アオウミガメ、アカウミガメが生息している。

### ビーチ

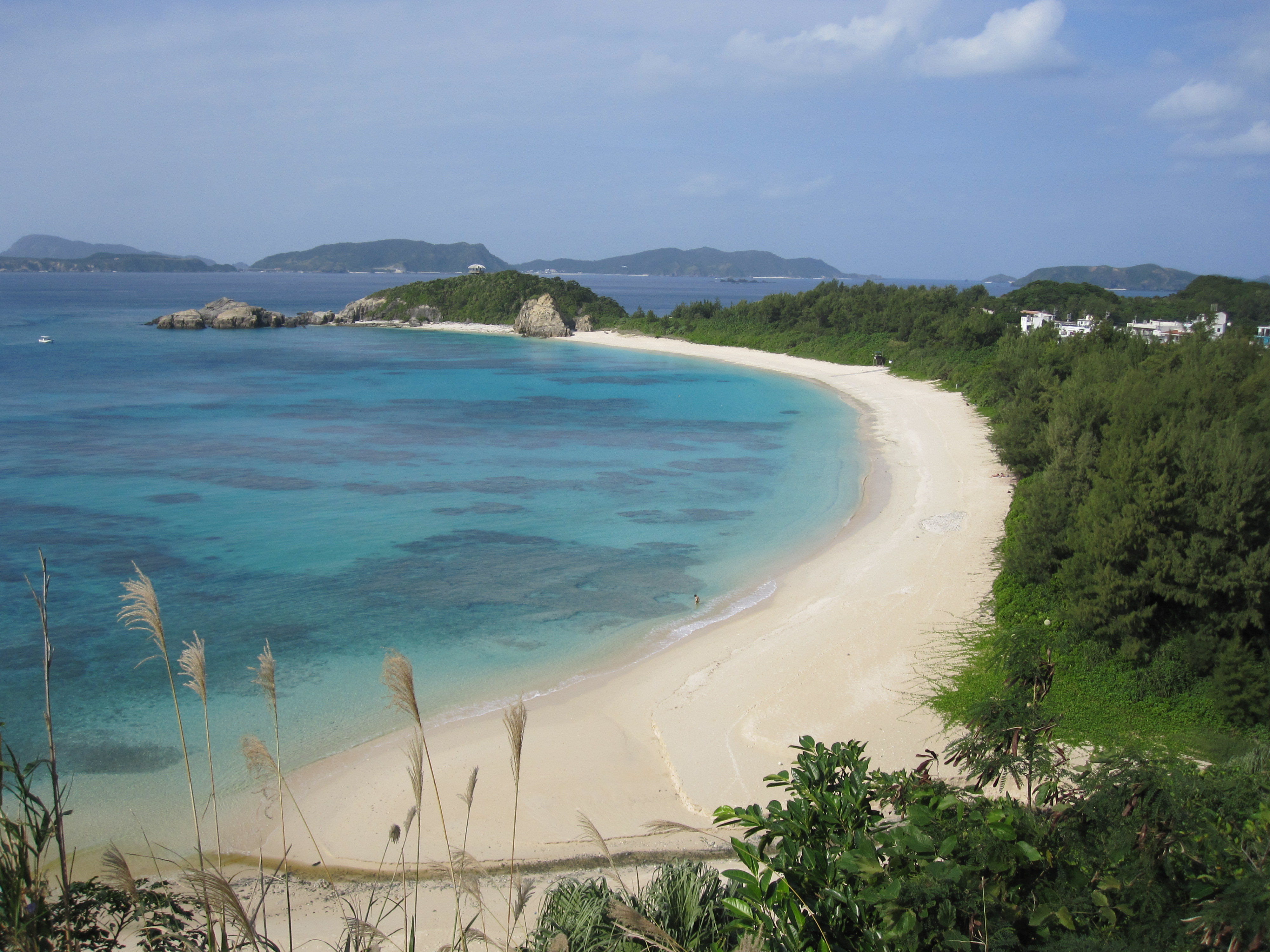
渡嘉敷島 阿波連ビーチ

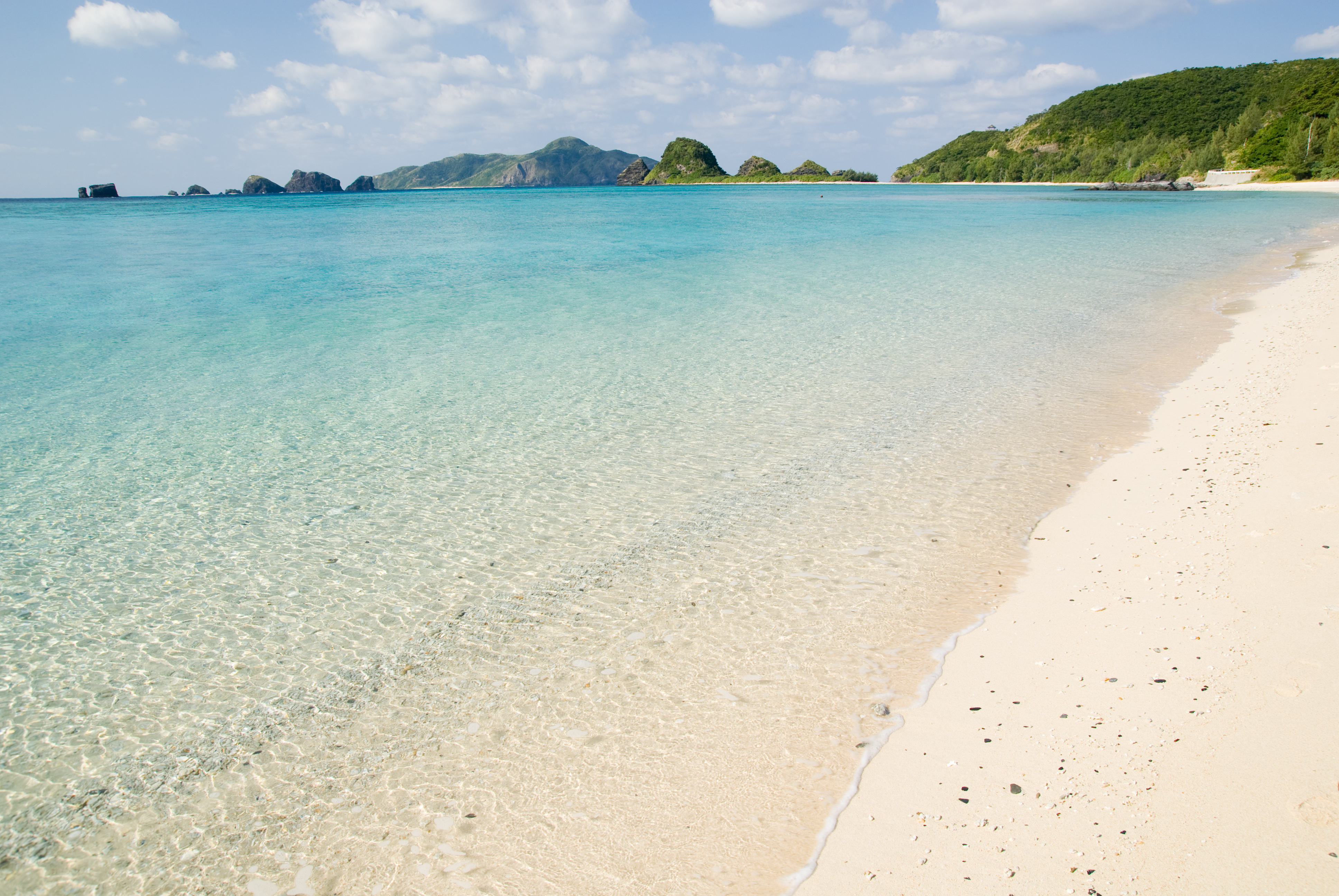
座間味島 阿真ビーチ

- 阿波連ビーチ（渡嘉敷島）
- 渡嘉志久ビーチ（渡嘉敷島）
- 阿真ビーチ（座間味島）
- 古座間味ビーチ（座間味島）
- 北浜ビーチ（阿嘉島）

## 交通
諸島外との交通は、那覇港との間に各村営による航路が開設されているほか、慶良間空港が外地島に設置されている。